# Sebastián Gómez

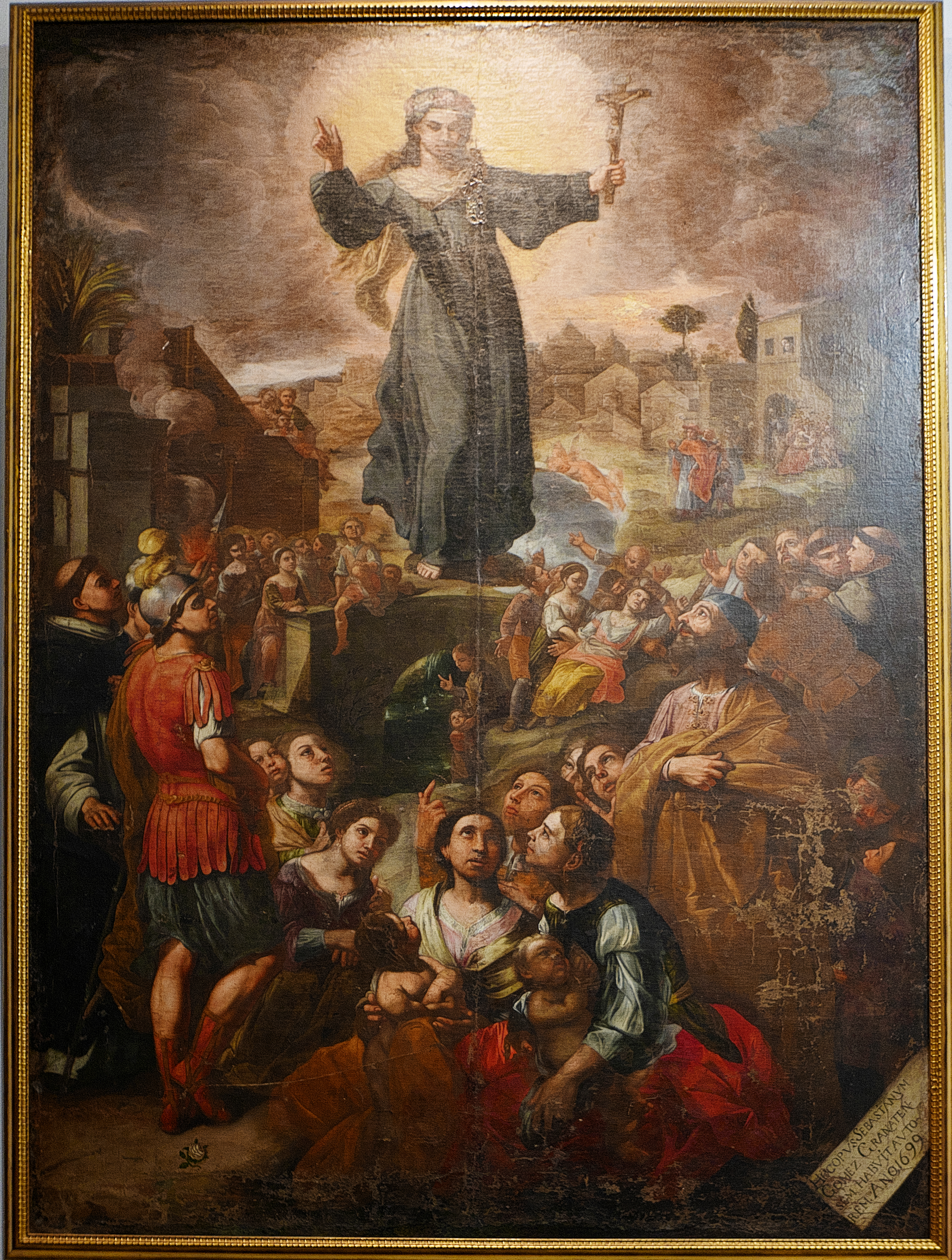
Santa Rosa de Viterbo, 1699. Óleo sobre lienzo, 307 x 223 cm, Museo de Salamanca.

Sebastián Gómez (activo entre 1690 y 1699), llamado a raíz de una leyenda formada en el siglo XIX «el esclavo de Murillo» y «el Mulato de Murillo», fue un pintor barroco español continuador del estilo de Bartolomé Esteban Murillo con influencia de Alonso Cano. 
Nacido en Granada, son dos las obras firmadas que de él se conocen: la Virgen del Rosario con santo Domingo de Guzmán y santa Catalina de Siena, con una dedicatoria redactada en latín y fechada en 1690, en la que se declara Iliberritanus, obra procedente del convento de dominicos de Sevilla donde aún la vio Ceán (Museo de Bellas Artes de Sevilla) y la Santa Rosa de Viterbo del Museo de Salamanca, procedente de los franciscanos de Écija, fechada en 1699, en la que utiliza la fórmula Granatense. De la misma mano, en la que se manifiestan rasgos propios de la pintura de Alonso Cano, que vería antes de abandonar su ciudad natal, se conservan una Coronación de la Virgen en el Museo de Cádiz y una Inmaculada en el de Sevilla, además de cuatro cuadros en el Museo Nacional de San Carlos de México pues, como otros pintores andaluces, habría dedicado parte de su producción al mercado americano.
Para Ceán Bermúdez el Sebastián Gómez granadino sería distinto del pintor homónimo, sevillano, al que correspondería el título de mulato y esclavo de Murillo, por encontrar muy diferente el estilo de ambos, aunque de la firmada Virgen del Rosario de los dominicos decía que en Sevilla se la atribuían «al mulato de Murillo, porque tenía el mismo nombre y apellido». Seguidor de Cano, sin su corrección en el dibujo ni en el color, Ceán no advertía en las dos obras firmadas rasgos murillescos, que quedaban para el mulato sevillano, quien «llegó a ser pintor acreditado, con buen gusto de color, mucho empaste en los lienzos y bastante exactitud en el dibujo», al que atribuía una Virgen con el Niño a la entrada de la iglesia de los mercedarios descalzos de Sevilla, el Cristo a la columna con san Pedro en la sacristía del convento de los capuchinos (ahora en la Catedral de Sevilla) y, en el mismo convento, dos lienzos con san José y santa Ana.

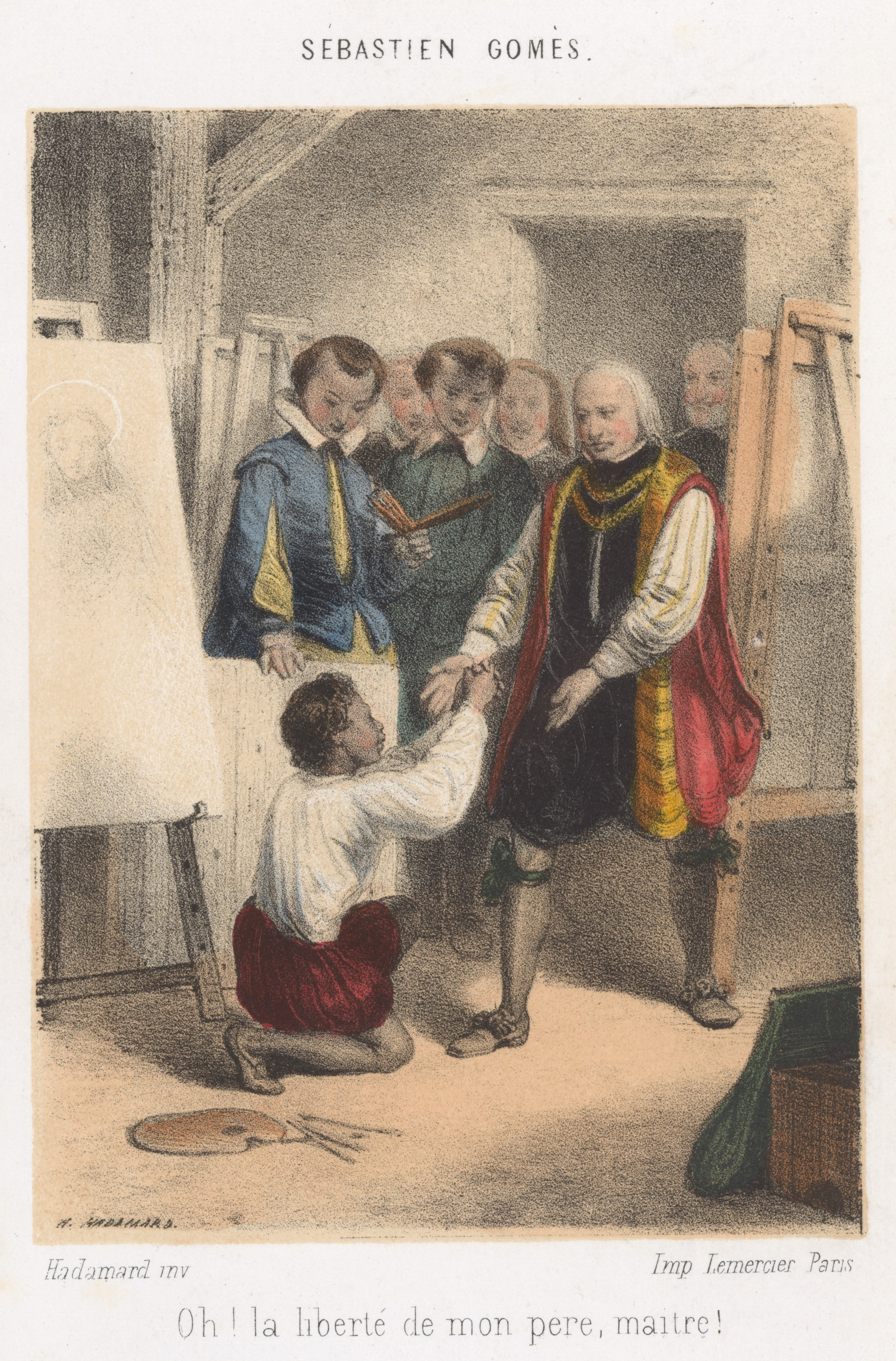
Le zombi de l'atelier. Sébastien Gomès. litografía de Auguste Hadamard, coloreada a mano, para Les Petits artistes peintres et musiciens, contes historiques dédiés à la jeunesse, de Eugénie Foa, París, 1856. Nueva York, Metropolitan Museum of Art.

A finales del siglo XVIII se extendió la creencia de que el pintor había sido esclavo de Murillo. Así, a finales de la centuria, en el inventario de la colección del conde del Águila se recogían tres pinturas atribuidas a «Sebastián el esclavo de Murillo», y Ceán Bermúdez, en la Carta a un amigo suyo, sobre el estilo y gusto de la pintura, editada en Cádiz en 1806, como en su Diccionario de 1800, lo mencionaba entre los discípulos del pintor sevillano, pues «aunque esclavo», añadía, «también le había enseñado la pintura». Aunque nada decía de él Antonio Palomino, primer biógrafo de Murillo, la escueta mención de Ceán al «Mulato de Murillo» fue amplificada en un artículo publicado en 1838 en El Cisne de Sevilla firmado J. M. En él aparece ya la figura del zombi a la que «el negro Gómez», muchacho de quince años, atribuye las pinturas que de noche aparecen en el taller del sevillano. La leyenda fue poetizada por Hans Christian Andersen, que en 1838 escribió el poema Lo hizo el zombi, dedicado al esclavo africano de Murillo que por las noches retocaba y mejoraba las obras del maestro, y poco después la francesa Eugénie Foa volvía a ella en su colección de narraciones dedicadas a la infancia de los pintores. No se encuentran en los archivos de protocolos sevillanos escrituras de venta, donación o de cualquier otro género que acrediten que Murillo tuviese un esclavo de ese nombre —aunque tuvo esclavos y esclavas conocidos— y la forma de tratar el asunto «es novelesca, acentuando los ingredientes románticos (como corresponde al momento), y se plasma sobre todo en artículos aparecidos en publicaciones periódicas pintorescas y de carácter divulgativo».
Para Alfonso E. Pérez Sánchez, entre otros, el desdoblamiento de la personalidad efectuado por Ceán entre el pintor granadino y el sevillano sería seguramente erróneo, pero Pablo Hereza propone recuperarlo al atribuirle de nuevo, con Ceán, el Cristo a la columna con san Pedro de la catedral hispalense, a la que se lo regalaron los capuchinos como obra de Murillo tras la guerra de la Independencia y que alguna vez ha sido atribuido también a Cano. La existencia documental de un Sebastián Gómez relacionado con Murillo en el Corpus documental preparado por el mismo Hereza, se reduce a la mención del nombre en el padrón de San Bartolomé de enero de 1677, en el que se le cita conviviendo con Murillo en su casa de la calle de san Jerónimo junto con sus hijos y el personal doméstico, para no volver a aparecer en el padrón de 1678.